# Petr Hruška

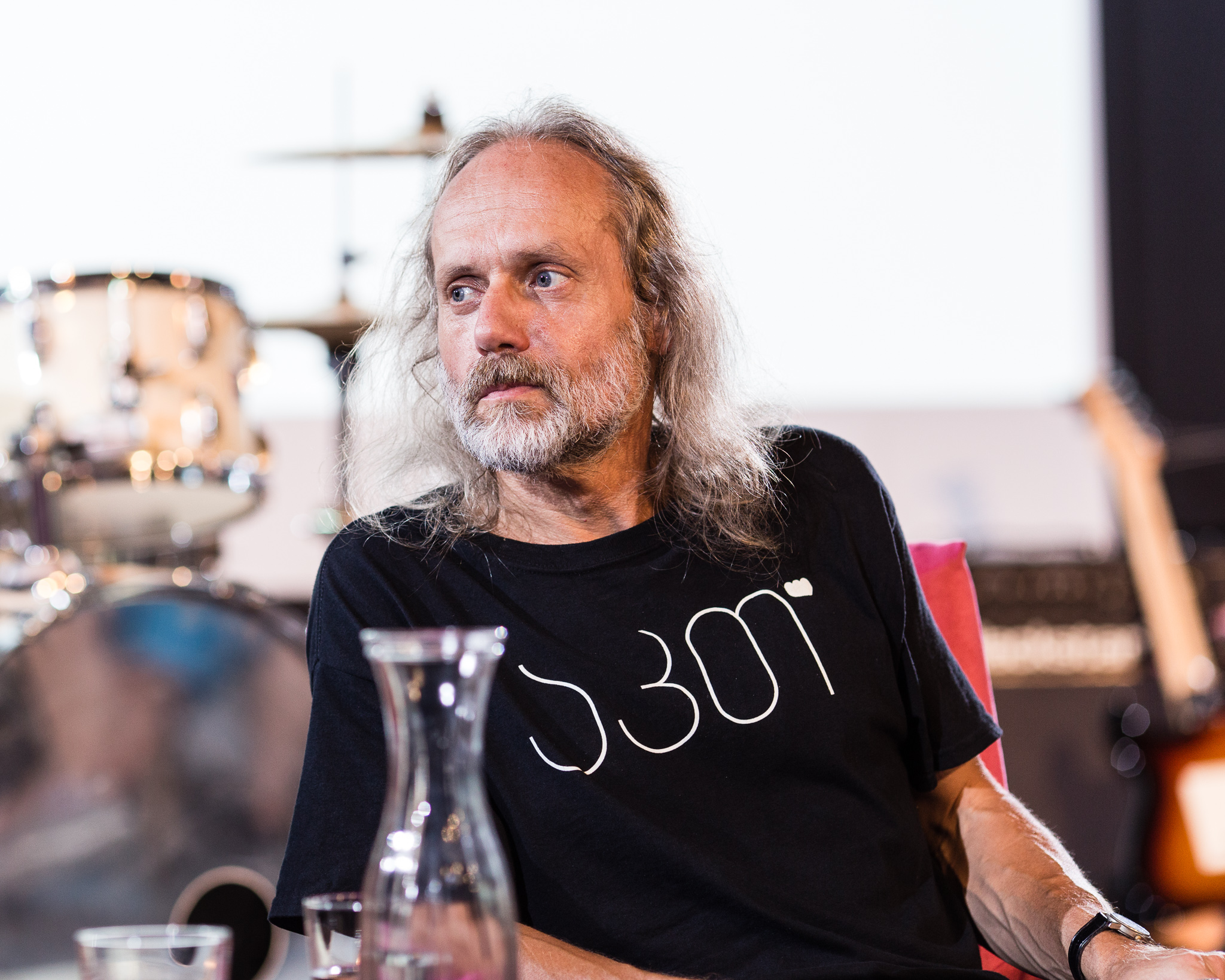
Petr Hruška (2017)

Petr Hruška (* 7. Juni 1964 in Ostrava) ist ein tschechischer Lyriker und Literaturwissenschaftler.

## Leben
Petr Hruška studierte an der Technischen Universität Ostrava (Abschluss 1987) sowie 1990–1994 Tschechische Literatur und Literaturwissenschaft an der Philosophischen Fakultät der Universität Ostrava und schloss mit dem akademischen Grad eines Magisters ab. Es folgte eine Promotion  an der Masaryk-Universität in Brünn mit einer Dissertation über den Surrealismus der Nachkriegszeit.
Hruška arbeitet am Institut für tschechische Literatur der tschechischen Akademie der Wissenschaften in Brünn. Er ist Redaktionsmitglied bei der Literaturzeitschrift Host und war Redakteur der Zeitschrift Obrácená strana měsíce.
Hruška lebt in Ostrava. Seine Frau, Yvetta Ellerová, ist Sängerin und Komponistin. Sein Zwillingsbruder ist der Literaturkritiker Pavel Hruška. Petr Hruška hat zwei Kinder.

## Werke
Petr Hruška meint: „Die Lyrik ist keine Verzierung des Lebens.“ Lyrik müsse „verstören, verwundern, überraschen, verunsichern, bestehende ästhetische Befriedigungsmuster niederreißen und neue erfinden.“ Der Dichter Ivan Wernisch schrieb über Hruškas Werk: „Verse gelingen ohne Überflüssigkeiten, also ohne lyrisches Aufwühlen.“
Hruška veröffentlichte bisher mehrere Gedichtsammlungen und veröffentlichte Gedichte in verschiedenen Literaturzeitschriften. Seine Gedichte wurden u. a. ins Englische, Französische, Deutsche, Italienische, Slowenische, Niederländische und Polnische übersetzt. Im Jahr 1998 wurde er mit dem Dresdner Lyrikpreis ausgezeichnet, im Jahr 2009 mit dem Jan-Skácel-Preis. Für den Gedichtband Darmata bekam Hruška im Jahr 2013 den tschechischen Staatspreis für Literatur verliehen.

### Lyrik
- Obývací nepokoje (Unwohnzimmer) Sfinga, Ostrava 1995, mit Zeichnungen von Adam Plaček
- Měsíce (Monate) Host, Brno 1998, mit Zeichnungen von Zdeněk Janošec-Benda
- Vždycky se ty dveře zavíraly (Diese Tür wurde immer zugemacht) Host, Brno 2002, mit Zeichnungen von Daniel Balabán
- Zelený svetr (Grüner Pullover) Host, Brno 2004 – Sammlung der drei ersten Gedichtbände, Illustrationen: Hana Puchová, Vorwort: Jiří Trávníček
- Auta vjíždějí do lodí (Autos fahren in Schiffe) Host, Brno 2007 – Illustrationen: Jakub Špaňhel
- Darmata (Darmata) Host, Brno 2012 – Illustrationen: Katarína Szanyi
- Nevlastní (Stiefsohn) Argo, Prag 2017 – Illustrationen: Zdeněk Janošec Benda
- Nikde není řečeno (Host, Brno 2019) – mit Gemälde von Jakub Špaňhel
- Spatřil jsem svou tvář (Host, Brno 2022) – mit Gemälde von Jakub Špaňhel
- Minout se přesně (Host, Brno 2024) – Illustrationen: Jan Merta

### Prosa
- Jedna věta (Ein Satz), Revolver Revue, Prag 2015
- V závalu (sloupky, podpovídky, odstavce a jiné krátké texty) (In einem Bruch. Feuilletons, Unterkurzgeschichten, Absätze und andere kurze Texte), Revolver Revue, 2020